# Ван Вэй
Ван Вэй (кит. 王維 (второе имя Мо Цзе 摩詰)  (699— 759) — китайский поэт, живописец, каллиграф, музыкант. Наряду с Ли Бо и Ду Фу является представителем китайской поэзии эпохи Тан.

## Биография
Точные даты рождения и смерти неизвестны, принято считать, что Ван Вэй родился в 701 году, а скончался в 761 году, однако по другим данным он родился в 699 и умер в 759 году. Родился в округе Пучжоу (на юго-западе современной провинции Шаньси), в семье чиновника; его предки были родом из уезда Цисянь.
В 717 году переехал в столицу город Чанъань (современный Сиань), где прошёл предварительную экзаменационную проверку и стал кандидатом на учёную степень и государственную должность от столичного округа. В 721 году сдал высшие государственные экзамены Дяньши, на которых обычно испытуемым задавал вопросы сам император. Получил звание Цзиньши и право поступить на государственную службу. Назначен на должность чиновника при императорском дворе и храме предков, отвечающего за исполнение ритуальной музыки.
После непродолжительной службы при дворе императора Сюаньцзуна попал в опалу и был отправлен в ссылку. Формальный повод — исполнение придворными танцорами неканонического танца. До середины 720-х годов служил мелким чиновником в провинциальном приморском районе Цзичжоу (современная провинция Шаньдун в Восточном Китае). В конце 720-х годов купил усадьбу на реке Ванчуань поблизости от столицы, где основал поэтический кружок.
В 734 году, по рекомендации главного императорского министра Чжан Цзюлина, получает высокие государственные должности — сначала главного советника, а затем императорского цензора. Из-за опалы своего покровителя Чжан Цзюлина в 737 году вынужден покинуть столицу. Много ездит по стране, получая назначения на различные незначительные должности.
К 745 году возвращается в столицу и вступает в должность сначала старшего секретаря гражданской палаты, а затем секретаря императорского двора. Во время мятежа в 755 году военачальника Ань Лушаня был схвачен мятежниками и заключён в буддийский храм Путисы. В 758 году после изгнания мятежников и возвращения в столицу нового императора Суцзуна получил назначение на должность шаншу ючэна — заместителя министра. После недолгой службы уходит в отставку и поселяется в загородном доме в горах Чжуннань, где до самой смерти в возрасте 60-ти лет ведёт жизнь чаньского отшельника.

## Творчество

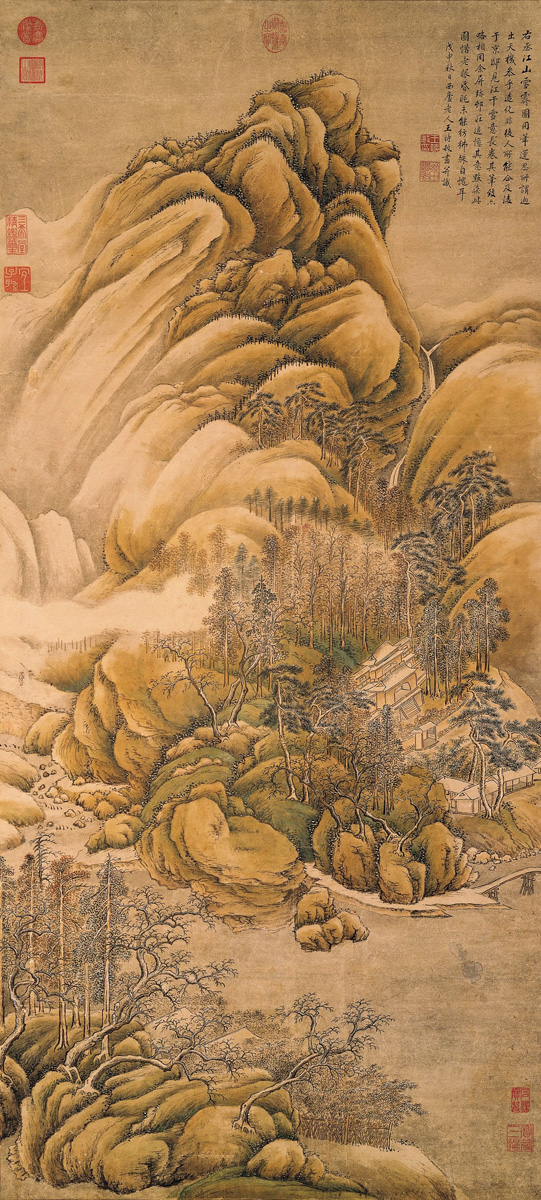

Яркую и лаконичную характеристику творчества Ван Вэя оставил Су Ши:

Его поэзия исполнена картинности, а картины исполнены поэзией.
Оригинальный текст (кит.)味摩诘之诗，诗中有画； 观摩诘之画，画中有诗。

### Живопись
Основал школу монохромной пейзажной живописи. Создавал пейзажи используя размытие туши. Расписывал шёлк, стены.
Дошедшие до нас работы (в копиях):
- Река под снегом (находится в музее Гугун)
- Горы под снегом (Гугун)
- Пекин (частная коллекция в Японии)
- Портрет Фу Шэна из Цзинаня (Япония)
- После снегопада (Япония)
- Очищение рек и гор после снега (Музей императорского дворца)

### Книги на русском
Месту чань-буддизма в жизни и творчестве Ван Вэя посвящена монография Г. Б. Дагданова «Чань-буддизм в творчестве Ван Вэя» (Новосибирск: Наука, 1984).
Русские переводы Ван Вэя, сделанные Аркадием Штейнбергом по подстрочникам Ильи Смирнова, выходили как отдельным изданием, так и в рамках серии «Библиотека всемирной литературы» (т.16: «Классическая поэзия Индии, Китая, Кореи, Вьетнама, Японии», куда полностью включён сборник стихов Ван Вэя, переведенный Арк. Штейнбергом, и чуть позже вышедший отдельной книгой). 
В начале 1920-х Ван Вэя много переводил Юлиан Константинович Щуцкий (1897 - 1938), — его переводы, в частности, звучат в вокальном цикле для баритона и фортепиано Георгия Свиридова «Песни странника» (1941-1942). 
Стихи в русском переводе:
- Ван Вэй. Стихотворения / Пер. А. Гитовича; Сост. и примеч. Г. О. Монзелера, Вступ. ст. В. А. Кривцова. М.—Л.: ГИХЛ, 1959;
  - то же : Ван Вэй. Стихотворения / Пер. А. Гитовича // Три танских поэта: Ли Бо, Ван Вэй, Ду Фу. М.: Издательство восточной литературы, 1960;
- Ван Вэй. Стихотворения : Стихотворные переложения Аркадия Штейнберга / Вступ. ст. В. Сухорукова. М.: Художественная литература, 1979. — 237 с.
- Ван Вэй. [Стихи] / Пер. А. Штейнберга // Поэзия эпохи Тан / Сост. и вступит. статья Л. Эйдлина. М.: Художественная литература, 1987. — 479 с. — С.66-109. (Библиотека китайской литературы);
- Ван Вэй. Стихотворения. М.: Терра — Книжный клуб, 2004. — 232 с. — (Народная поэтическая библиотека) — ISBN 5-275-00977-1
- Ван Вэй. Река Ванчуань / Сост., подгот. текста, избр. примеч. и общ. ред. Р. В. Грищенкова; Предисл. В. Т. Сухорукова. СПб.: Кристалл, 2001. — 800 с. — (Библиотека мировой литературы. Восточная серия) — ISBN 5-306-00045-2. — наиболее полное собрание существующих переводов

Теоретические произведения:
- Ван Вэй. Тайны живописи / Перевод В. М. Алексеева // Восток [: журнал, Пг.]. 1923. Кн.3;
  - то же :  // Выставка китайской живописи [: каталог]. Л.: изд. Гос. Эрмитажа, 1934;
  - то же : // Мастера  искусств  об  искусстве : избранные отрывки из писем, дневников, речей и трактатов : в 7 т. [8 кн.] / Общ. ред. А. А. Губерa. — М. : Искусство, 1965. — Т.1 [: Средние века] / ред. А. А. Губер, В. В. Павлов;
  - то же : // Ван Вэй. Стихотворения. М., 1979.

Книга об авторе:
- Хэ Юе-чжи. Ван Вэй. — Шанхай, 1959.

## Музыка
- Георгий Свиридов. «Песни странника», вокальный цикл для баритона и фортепиано на стихи Ван Вэя (1. «Отплытие»: «Я от южного холма отплыл...»; 2. «Холмы Хуацзыган»: «Склонилось солнце...»; 3. «Закат»: «Теперь, когда настал закат...»; 4. «Древнее кладбище»: «На манском холме строго в ряд могилы древние лежат...», перевод Юлиана Щуцкого), Бо Цзюйи и Хэ Чжичжана (1941—1942)[6]. Первое исполнение — 29 июня 2019 г. в Малом зале Санкт-Петербургской Филармонии[7][8].